# Jean de Quintanadoine
Jean de Quintanadoines (1555-1634) fue un sacerdote francés, descendiente de españoles, que popularizó el culto a santa Teresa de Ávila en el país galo.

## Orígenes familiares
En el siglo XVI en Francia había muchos comerciantes españoles que trabajaban en negocios de importación y exportación. Su abuelo fue el comerciante Juan de Quintadueñas, de Burgos. Se instaló en Normandía a comienzos del siglo XVI. Prosperó en los negocios y adquirió el señorío de Brétigny-sur-Brionne. Su hijo mayor, Fernand Quintanadoines, sirvió en el ejército francés con Carlos IX, pero pronto renunció a su carrera militar para ocuparse de los negocios familiares. En 1552 se casó con una mujer de la alta sociedad. En 1555 nació Jean de Quintanadoines.

## Biografía
Jean de Quintanadoines nació en 1555. Su padre, Fernand, quiso que se ocupase de los negocios familiares y lo envió dos temporadas a casa de su tío Samson de Quintanadoines  conocido en Sevilla como Sancho de Quintanadueñas establecido allí como mercader. En la primera temporada estuvo diez años. En la segunda temporada estuvo cuatro años, entre 1582 y 1586. En 1582 conoció a Pedro de Tholosa, que le pidió que lo acompañase al Convento de San José, de las carmelitas descalzas. Entonces conoció a la priora, María de San José, y la obra de santa Teresa de Ávila, que le cautivó. Durante tres meses, pasó mucho tiempo con el fraile carmelita descalzo Jerónimo de la Madre de Dios e hizo los ejercicios espirituales de los carmelitas.
En 1582 las carmelitas descalzas españolas fueron a fundar un convento en Lisboa Jean de Quintanadoines las acompañó. Cuando supo que la monja Ana de Jesús estaba participando en la impresión de la obra de Teresa le envió una suma de dinero para la edición de 1588, que realizó fray Luis de León en Salamanca. Jean de Quintanadoine regresó a España en 1592 y regresó a Francia en 1594.
Se planteó fundar un convento de carmelitas descalzas en Ruan, pero España estaba en guerra con Francia y el momento no le pareció propicio. En 1598 fue ordenado sacerdote. Se dedicó a dar a conocer la obra de santa Teresa en Francia e imprimió estampas de la santa que repartió por todo el país. También se dedicó a publicar las traducciones al francés de sus obras. El 31 de enero de 1601 publicó la versión en francés de la Vida escrita por ella, y luego hizo lo mismo con Camino de perfección y Las moradas del castillo interior.
Tras conocer a la santa, la mujer de alta sociedad Barbe Jeanne Avrillot de Acarie, que pasó a ser la monja beata María de la Encarnación, quiso fundar un convento de carmelitas descalzas en París. Le planteó este asunto al sacerdote Pierre de Bérulle, que colaboró en esta tarea. Louise de Bourbon le planteó el asunto al rey Enrique IV, que otorgó su licencia el 18 de julio de 1602. El lugar escogido fue un inmueble de la calle Saint-Jaques que antes había sido el Convento de Notre-Dame-des-Champs, de la Orden de San Benito. El comienzo de las obras del nuevo convento tuvo lugar el 29 de marzo de 1603, con un grupo de notables franceses, en el que estaban la duquesa de Nemours, en representación de la reina María de Médicis, Louise de Bourbon y su hermana, la princesa de Estouteville. El papa Clemente VIII dio su autorización el 3 de noviembre de 1603.
Le pidieron a Jean de Quintanadoines que trajese a Francia a carmelitas descalzas españolas para llevar a cabo la fundación. Este viajó a España con un grupo de damas de la nobleza francesa: la señora Jourdain, que sería la monja Luisa de Jesús, la señora du Pulcheu, que tenía un hermano doctor de teología en España, y Rose Lesgue, que también fue carmelita descalza. Embarcaron en Nantes en noviembre de 1603 y llegaron a Laredo. El 30 de diciembre llegaron a Valladolid. En 1604 viajó a España el consejero de Estado de Enrique IV Gaulthier, acompañado de Pierre de Bérulle, para una misión diplomática ante Felipe III. El general de los descalzos convocó un capítulo en Segovia en que estuvieron Gaulthier, Bérulle y Quintanadoines. El 12 de agosto de 1604 se llegó a un acuerdo sobre las religiosas que viajarían a Francia: Ana de Jesús, Ana de San Bartolomé, Eleonora de San Bernardo (la única que hablaba francés), Isabel de San Pablo, Isabel de los Ángeles y Beatriz de la Concepción. Salieron de Valladolid el 24 de agosto de 1604. Pasaron por la Bayona francesa y llegaron a París, donde fueron recibidas por Barbe Jeanne Avrillot de Acarie el 15 de octubre en el Petit Châtelet, que las acompañó a la Abadía de Saint-Denis.
Las seis monjas españolas se instalaron en el nuevo convento de París el 17 de octubre de 1604. Las primeras siete carmelitas francesas tomaron el hábito el 1 de noviembre, Día de Todos los Santos.
En 1605 se fundó otro convento de carmelitas descalzas en Pontoise. La primera priora fue Ana de San Bartolomé. A esta fundación siguieron las de Dijon, Amiens, Tours, Ruan, Burdeos, Châlons, Besanzón y Dieppe. En 1644 ya había en este país 55 conventos de monjas carmelitas descalzas, sin contar los conventos de frailes carmelitas descalzos.